# Az éj szelíd trónján
Az éj szelíd trónján (Tender Is the Night) angol nyelvű regény, melyet Francis Scott Key Fitzgerald írt. A mű először a Scribner's Magazine-ban jelent meg 1934 januárja és áprilisa között négy részletben. A könyv gyakran szerepel TOP 100-as listákon.
1932-ben Fitzgerald felesége, Zelda Sayre, egy baltimore-i (Maryland) kórházba került skizofréniával. Az író ekkor bérelte ki a "la Paix" birtokot Townson külvárosában, ahol nekilátott Dick Diver (egy tehetséges pszichoanalitikus) és felesége, Nicole (aki egyben páciense is) életéről szóló könyvéhez. A novella kilenc évnyi írói szünet után jelent meg, és ez volt Fitzgerald utolsó nagyobb írása. A könyv írása közben többször is elfogyott a pénze. Sokszor szerkesztőjétől és ügynökétől kölcsönzött pénzből vagy a rövid kisregényeiből befolyó összegekből kellett fenntartania magát. A korai 1930-as évek, amikor Fitzgerald a könyvön dolgozott, kétségkívül az író legnehezebb évei voltak és ennek megfelelően a műnek vannak zord elemei.
Figyelemre méltó, hogy a könyvnek két kiadása is létezik. Az egyik verzió, amely 1934-ben jelent meg először, visszaugrásokat alkalmaz, míg az átdolgozott kiadás, melyet Fitzgerald barátja és ismert kritikus, Malcolm Cowley állított össze a Fitzgerald által hátrahagyott jegyzetekből, amiket egy esetleges későbbi javított verzióhoz készített elő, kronológiai sorrendben halad. Az utóbbi verzió 1951-ben jelent meg, 11 évvel Fitzgerald halála után. Több kritikus is úgy tartja, hogy Cowley átdolgozása az első kiadás időbeli struktúráját illető kritikákra volt válasz.

## Magyarul
- Az éj szelíd trónján. Regény; ford. Osztovits Levente; Európa, Bp., 1972

## Külső hivatkozások (angol)
- Tender is the Night, A regény az University of Adelaide könyvtárban.
- Tender is the Night, New York: Charles Scribners Sons, 1956. Preface by Malcolm Cowley. Internet Archive – A könyv scannelt változata.